# Мавродендри (дем Бер)
 Тази статия е за квартала на Бер.  За селото в Кожанско вижте Мавродендри (дем Кожани).  
Мавродендри или Карачали (на гръцки: Μαυροδένδρι, катаревуса Μαυροδένδριον, Мавродендрион, до 1926 Καρά Τσαλή, Кара Чали) е бивше село в Република Гърция, дем Бер, област Централна Македония, днес слято с град Бер.

## География
Мавродендри е разположен в областта Урумлък (Румлуки), на надморска височина от 55 m, на 3 km източно от центъра на града.

## История

### В Османската империя
В 1900 година според Васил Кънчов („Македония. Етнография и статистика“) в Кара Чали живеят 30 гърци християни. По данни на секретаря на Българската екзархия Димитър Мишев („La Macédoine et sa Population Chrétienne“) в 1905 година в Кара Чали (Kara Tchali) има 25 гърци.
В 1910 година в Кара Чали (Καρά Τσαλί) има 28 жители патриаршисти.
Вероятно селото е малък чифлик.

### В Гърция
През Балканската война в 1912 година в селото влизат гръцки части и след Междусъюзническата в 1913 година Карачали остава в Гърция. В 1922 година в селото са заселени гърци бежанци. В 1926 година е прекръстено на Мавродендри. В 1928 година Мавродендри е смесено местно-бежанско селище с 2 бежански семейства и 7 жители бежанци. В 1928 година има 13 бежанци.
В 50-те години е слято с Бер.
| Година    | 1913 | 1920 | 1928 | 1940 | 1951 | 1961 | 1971 | 1981 | 1991 | 2001 | 2011 | 2021 |
| --------- | ---- | ---- | ---- | ---- | ---- | ---- | ---- | ---- | ---- | ---- | ---- | ---- |
| Население |      | 67   | 34   | 30   | 17   |      |      |      |      |      |      |      |